# Любов (ім'я)
Любо́в — жіноче ім'я старослов'янського походження. Поширене в Україні, Росії, Білорусі, а також у Чехії. Уживаються такі зменшувально-пестливі форми цього імені: Лю́баба, Лю́бонька, Лю́бочка, Люби́нка, Люби́нонька, Люби́ночка, Лю́бка, Лю́бця, Любу́ня, Любу́ненька, Любу́нечка, Любу́ся, Любу́сенька, Любу́сечка. Давньоруські форми — Люба́ва, Люба́ша.
В християнстві походить з біблійного грецького Агапе (грец. Αγάπη) — в перекладі «любов». В оригіналі ім'я християнської святої звучало латиною Карітас (лат. Caritas), оскільки вона була римлянкою.

## Іменини
17 вересня

## В інших мовах
- Німецька: Leuba, Leubastes, Leubovena, Liubiuzo
- Сербська: Љуба
- Словенська: Ljuba
- Хорватська: Ljubana, Ljubica
- Чеська: Ljuba
- Англійська: Ljuba

## Відомі носії імені
- Біднова Любов Євгенівна — українська письменниця
- Гайжевська Любов Олександрівна — українська поетеса
- Гаккебуш Любов Михайлівна — українська акторка
- Голота Любов Василівна — українська письменниця
- Добржанська Любов Іванівна — російська акторка
- Єгорова Любов Іванівна — російська спортсменка
- Забашта Любов Василівна — українська поетеса
- Ізотова Любов Андріївна — українська співачка
- Ліницька Любов Павлівна — українська акторка
- Мала Любов Трохимівна — українська вчена, академік
- Орлова Любов Петрівна — радянська акторка
- Поліщук Любов Григорівна — російська акторка
- Пономаренко Любов Петрівна — українська письменниця
- Проць Любов Іванівна — українська поетеса
- Соколова Любов Сергіївна — російська акторка
- Сирота Любов Макарівна — українська письменниця
- Чернікова Любов Олександрівна — українська дизайнерка одягу
- Якимчук Любов Василівна — українська поетеса
- Яновська Любов Олександрівна — українська письменниця